# Lagochile lydiae
Lagochile lydiae är en skalbaggsart som beskrevs av Marc Soula 2010. 
Lagochile lydiae ingår i släktet Lagochile och familjen Rutelidae. Inga underarter finns listade i Catalogue of Life.